# Parque Nacional Kundelungu
O Parque Nacional Kundelungu é um parque nacional da República Democrática do Congo, localizado na província de Alto Catanga. O parque foi estabelecido pela primeira vez no ano de 1970, e ocupa uma área de 7,600 km2 (1,900,000 acres). O parque é o local das Cataratas do Lofoi, a cascata alta tendo 340 m (1,120 ft) (uma das maiores da África Central).
Kundelungu é um parque de Categoria II da IUCN.